# Benedykt Kieńć
Benedykt Kieńć (ur. 27 listopada?/10 grudnia 1907 w Lidzie, zm. 8 kwietnia 1990) – polski urzędnik i działacz społeczny, poseł na Sejm w II RP V kadencji. 

## Życiorys
Ukończył szkołę średnią w Lidzie i handlową w Poznaniu. Maturę zdał w 1932 w Wilnie. Był absolwentem Wydziału Prawa Uniwersytetu Stefana Batorego. Od 1922 pracował zawodowo - jako urzędnik Banku "Vesta" w Poznaniu i Wilnie oraz urzędnik pocztowy. W 1928 odbył obowiązkową służbę wojskową. W latach 1937–1938 pracował w Urzędzie Wojewódzkim w Wilnie. 
Jako student należał do korporacji akademickiej Cresovia, był prezesem Koła Prawników w roku akademickim 1935/36 i wiceprezesem Bratniej Pomocy Uniwersytetu Stefana Batorego). W 1938 został kierownikiem Okręgu Wileńskiego Związku Młodej Polski, który sam zorganizował. 
W 1938 roku został na Sejm w II RP V kadencji z okręgu nr 49 (Powiat oszmiański, wilejski i mołodeczański). Był sekretarzem Komisji Oświatowej i członkiem Komisji Prawniczej.
Pochowany na Cmentarzu Srebrzysko w Gdańsku (rejon VI, kwatera II, rząd 3 na skarpie).

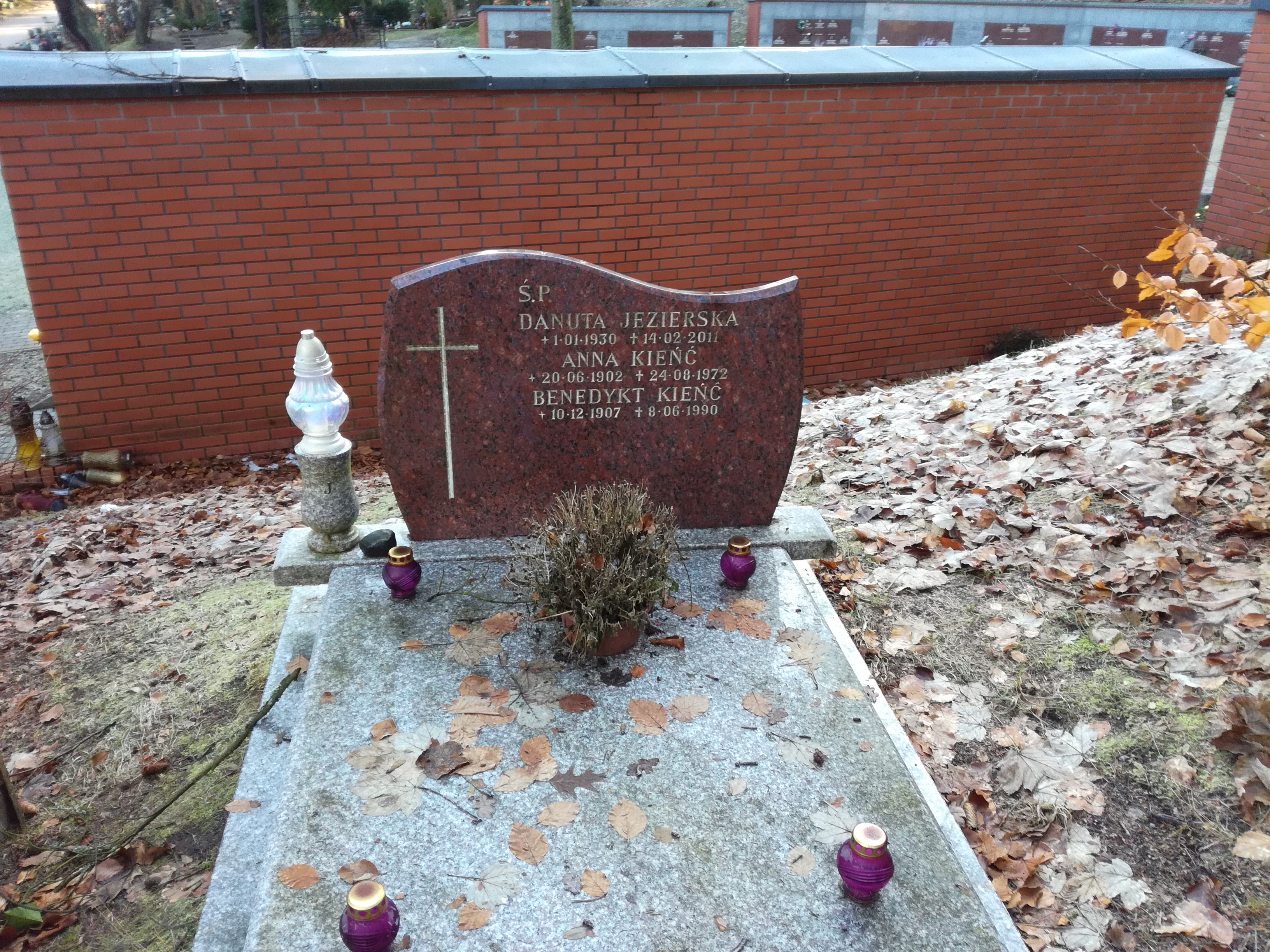
Grób Benedykta Kieńcia na Srebrzysku